# Lafage-sur-Sombre
Lafage-sur-Sombre è un comune francese di 122 abitanti situato nel dipartimento della Corrèze nella regione della Nuova Aquitania.
Sul territorio comunale scorre il Sombre.

## Società

### Evoluzione demografica
Abitanti censiti